# 森林利用学
森林利用学（しんりんりようがく）とは、林業における木材・木製生産資源および森林バイオマス資源の収穫を、容易簡便、安全、ローコストで行うため、技術開発を進める応用科学。林業工学ともいう。近年はこの分野での森林バイオマスのエネルギー利用に関する研究も盛んに行われている。

## 概要
学術団体には森林利用学会があり、独立行政法人森林総合研究所の林業工学研究領域では、木材生産や森林バイオマス資源収穫を省力で低コスト、かつ安全に行うため、森林資源の効率的収穫作業の開発、森林路網の基盤整備技術の開発、林業機械や作業の安全化に関する研究、林業機械の開発改良や制御技術の開発などを行っているとしている。
『森林・林業百科事典』によると、狭義には林業工学・林業生産工学であり、副次的な枠組みでは搬出作業の機械化を進める林業機械、森林利用と林業に関する基盤施設整備を担う林業土木、複雑で多様な森林を対象とした生産行為に対する育林作業や伐出作業をシステム的に捉え、多くの要因が複雑に影響する森林作業システムを分析する上で必要な数理的手法（数量化I類、シミュレーション、線形計画法）を研究、森林作業を分析し、育林作業システムおよび伐出作業システムについて扱う森林作業システム学の各分野があるとしている。
従来の林業土木学は、林業を目的とした効率的集材作設のための林道も作設技術に関する学問であって、木材生産の場としてだけでなく環境資源としての維持整備が中心。森林基盤整備計画、林道網計画調査、林道の幾何構造、林道の測量、林道の土工、設計法、構造物の施工法と設計法や土質工学基礎、橋梁の理論と設計法、仮設集材の基礎架空索道や林道密度理論を展開していた。
関連団体には、林業土木に関して一般社団法人日本林業土木連合協会、林業機械については林業機械化協会などがあり、林野庁には林業機械化推進研修・研究協議会（農林水産省）がある。
関連資格には技術士森林部門や林業技士の林業機械部門・森林作業および森林土木部門、作業道作設部門（作業道作設士）などがあり、それぞれ森林部門技術士会、日本林業技士会などの資格者団体がある。
このほか、一般社団法人 森林技術コンサルタンツ協議会、森林・自然環境技術者教育会、一般社団法人 日本森林技術協会などがある。

## 森林利用学を研究する大学の研究室
森林利用学研究室
- 東京大学大学院農学生命科学研究科 森林科学専攻
- 京都大学大学院農学研究科 森林科学専攻 木材生産学講座 生態系生産動態論分野 森林利用学分野
- 京都大学大学院地球環境学堂 資源循環学廊

森林循環利用学研究室
- 日本大学生物資源科学部 森林資源科学科
- 三重大学大学院生物資源学研究科 資源循環学専攻森林資源環境学講座・生物資源学部資源循環学科

森林資源利用学研究室
- 名古屋大学農学部森林資源利用学研究分野

森林利用システム学研究室
- 東京農工大学農学部
- 静岡大学農学部
- 鳥取大学農学部附属フィールドサイエンスセンター森林部門 森林利用システム学分野

森林工学研究室
- 宇都宮大学農学部

林業工学研究室
- 高知大学農学部 森林科学コース
- 東京農業大学地域環境科学部 森林総合科学科 森林資源生産分野

林業生産工学研究室
- 岩手大学農学部 共生環境課程森林科学コース

森林施業・経営学研究室
- 信州大学農学部 森林科学科 森林生産利用学講座

生物生産工学研究室
- 九州大学農学部農業生産システム設計学